# Stirling Range Nemzeti Park
A Stirling Range Nemzeti Park Nyugat-Ausztráliában található, Perthtől 337 kilométernyire délkeletre helyezkedik el.
A Stirling-hegylánc, vagy helyi nevén a Koikyennuruff hegylánc mintegy 60 kilométeres szélességben nyúlik el kelet-nyugati irányban a Mount Barker és Cranbrook közti főútvonal mentén, kelet felé Gnowangerup irányában.
A parkban található a Toolbrunup, amely a Stirling-hegylánc második legmagasabb pontja, illetve a Bluff Knoll hegycsúcs, amely az egyetlen olyan hely Nyugat-Ausztráliában, ahol minden évben hullik hó és egyben a Stirling-hegylánc legmagasabb pontja, amelynek sziluettjét a "Sleeping Princess", azaz a "Szunnyadó Hercegnő" névvel illetik, amely látható a Porongurup-hegy tetejéről. A nemzeti parkban népszerű szabadidős tevékenységeket lehet űzni, mint, amilyen a bozótjárás, a sziklamászás és a vitorlázó repülés. A park határain belül tilos a kempingezés.

## Környezet
A BirdLife International mint fontos madárrezervátumot tartja nyilván a parkot, amely a veszélyeztetett fehérfarkú gyászkakadu, illetve a nyugati ostormadár otthona, valamint a parkban gyakran felbukkan a fehérfülű gyászkakadu is.

## Fordítás
Ez a szócikk részben vagy egészben  a   Stirling Range National Park című angol Wikipédia-szócikk ezen változatának fordításán alapul.  Az eredeti cikk szerkesztőit annak laptörténete sorolja fel. Ez a jelzés csupán a megfogalmazás eredetét és a szerzői jogokat jelzi, nem szolgál a cikkben szereplő információk forrásmegjelöléseként.